# Wahl des Parlaments der Deutschsprachigen Gemeinschaft 2014
- Ecolo: 2
- SP: 4
- Vivant: 2
- PFF: 4
- ProDG: 6
- CSP: 7

Die Wahl des Parlaments der Deutschsprachigen Gemeinschaft 2014 fand am 25. Mai 2014 statt. Gewählt wurden die Mitglieder der Legislative der Deutschsprachigen Gemeinschaft Belgiens für die Legislaturperiode 2014–2019. Zur Wahl stellten sich die Christlich Soziale Partei (CSP), die Sozialistische Partei (SP), die Partei für Freiheit und Fortschritt (PFF), ProDG, Ecolo, Vivant und, zum ersten Mal, die Parti Libertarien.
Am selben Tag fanden auch die Wahl zur belgischen Abgeordnetenkammer, die Europawahl in Belgien sowie die Wahlen zum flämischen Parlament, zum wallonischen Parlament und zum Parlament der Region Brüssel-Hauptstadt statt.

## Ablauf der Wahl
Am Wahltag konnten die Wahlberechtigten ihre Stimme zwischen 8 und 16 Uhr in den Wahlbüros der neun Gemeinden abgeben. Der Ablauf der Wahl und die Auszählung der Stimmen waren mit erheblichen organisatorischen und technischen Problemen behaftet. So erschienen viele Wahlhelfer nicht, sodass die Präsidenten der einzelnen Wahlbüros sich gezwungen sahen, spontan Bürger als Wahlhelfer zu verpflichten. Nach der eigentlichen Wahl gab es Probleme beim Einlesen der verwendeten Disketten aus den einzelnen Wahllokalen, weil ein Server des Innenministeriums in Brüssel zusammengebrochen war.
Probleme gab es zudem bei 20 Wahlkarten (d. h. 20 Stimmen), die nicht richtig ausgelesen werden konnten und schließlich für ungültig erklärt wurden. Besonders brisant war hierbei die Tatsache, dass womöglich bereits 14 Stimmen ausgereicht hätten, um die Sitzverteilung des Parlamentes zu Gunsten von Vivant (dann plus 1 Sitz) und zu Lasten der CSP (dann minus 1 Sitz) zu verändern. Durch die Probleme wurden Ergebnisse der Wahl erst am Montagabend bekannt, aber auch diese waren noch nicht amtlich bestätigt.

## Ergebnis
| Wahl zum Parlament der Deutschsprachigen Gemeinschaft 2014 | Wahl zum Parlament der Deutschsprachigen Gemeinschaft 2014 | Wahl zum Parlament der Deutschsprachigen Gemeinschaft 2014 | Wahl zum Parlament der Deutschsprachigen Gemeinschaft 2014 | Wahl zum Parlament der Deutschsprachigen Gemeinschaft 2014 | Wahl zum Parlament der Deutschsprachigen Gemeinschaft 2014 | Wahl zum Parlament der Deutschsprachigen Gemeinschaft 2014 | Wahl zum Parlament der Deutschsprachigen Gemeinschaft 2014 | Wahl zum Parlament der Deutschsprachigen Gemeinschaft 2014 |
| Partei                                                     | Partei                                                     | Ausrichtung                                                | Stimmen                                                    | Stimmen                                                    | Stimmen                                                    | Sitze                                                      | Sitze                                                      | Sitze                                                      |
| Partei                                                     | Partei                                                     | Ausrichtung                                                | Zahl                                                       | %                                                          | +/-                                                        | Zahl                                                       | +/-                                                        | %                                                          |
| ---------------------------------------------------------- | ---------------------------------------------------------- | ---------------------------------------------------------- | ---------------------------------------------------------- | ---------------------------------------------------------- | ---------------------------------------------------------- | ---------------------------------------------------------- | ---------------------------------------------------------- | ---------------------------------------------------------- |
|                                                            | Christlich Soziale Partei (CSP)                            | Christdemokratie                                           | 9.358                                                      | 24,86                                                      | ▼2,16                                                      | 7                                                          | ▬                                                          | 28,0                                                       |
|                                                            | ProDG                                                      | Regionalismus                                              | 8.355                                                      | 22,21                                                      | ▲4,72                                                      | 6                                                          | ▲2                                                         | 24,0                                                       |
|                                                            | Sozialistische Partei (SP)                                 | Sozialdemokratie                                           | 6.050                                                      | 16,08                                                      | ▼3,22                                                      | 4                                                          | ▼1                                                         | 16,0                                                       |
|                                                            | Partei für Freiheit und Fortschritt (PFF)                  | Liberalismus                                               | 5.847                                                      | 15,55                                                      | ▼1,97                                                      | 4                                                          | ▬                                                          | 16,0                                                       |
|                                                            | Vivant                                                     | Sozialliberalismus                                         | 3.997                                                      | 10,62                                                      | ▲3,46                                                      | 2                                                          | ▬                                                          | 8,0                                                        |
|                                                            | Ecolo                                                      | Grüne Politik                                              | 3.591                                                      | 9,54                                                       | ▼1,96                                                      | 2                                                          | ▼1                                                         | 8,0                                                        |
|                                                            | Parti Libertarien (P-Lib)                                  | Libertarismus                                              | 435                                                        | 1,15                                                       | neu                                                        | 0                                                          | neu                                                        | 0,0                                                        |
| Gültige Stimmen                                            | Gültige Stimmen                                            | Gültige Stimmen                                            | 37.633                                                     | 88,92                                                      |                                                            |                                                            |                                                            |                                                            |
| Ungültige Stimmen                                          | Ungültige Stimmen                                          | Ungültige Stimmen                                          | 4.691                                                      | 11,08                                                      |                                                            |                                                            |                                                            |                                                            |
| Abgegebene Stimmen                                         | Abgegebene Stimmen                                         | Abgegebene Stimmen                                         | 42.324                                                     | 100,00                                                     | —                                                          | 25                                                         | ▬                                                          | 100,0                                                      |
| Anzahl der Wahlberechtigten                                | Anzahl der Wahlberechtigten                                | Anzahl der Wahlberechtigten                                | 49.000                                                     |                                                            |                                                            |                                                            |                                                            |                                                            |

## Koalition
Wenige Tage nach der Wahl fanden sich zum dritten Mal in Folge SP, PFF und ProDG zu einer Dreiparteien-Koalition zusammen, die folgende Minister in die Regierung der Deutschsprachigen Gemeinschaft entsendet:
- Oliver Paasch (ProDG): Ministerpräsident, zuständig für die Koordinierung der politischen Arbeit, Finanzen und Haushalt, Verwaltung und Personal, Beziehungen zum In- und Ausland, Europäische Programme, institutionelle Reformen, Gemeinschaftsinfrastrukturen (außer Schulinfrastrukturen und Gemeinschaftszentren), Strafverfolgung
- Isabelle Weykmans (PFF): Vize-Ministerpräsidentin, zuständig für Beschäftigung, Wirtschaftsförderungsgesellschaft, Kultur, Denkmalschutz, Medien, Sport, Jugend, Tourismus, Gemeinschaftszentren, Telekommunikation, Raumordnung, Straßenbau
- Harald Mollers (ProDG): Minister, zuständig für Unterrichtswesen, Schulinfrastrukturen, Aus- und Weiterbildung im Bereich Mittelstand und Landwirtschaft, Erwachsenenbildung, lebenslanges Lernen, wissenschaftliche Forschung
- Antonios Antoniadis (SP): Minister, zuständig für Soziales, Familie, Senioren, Gesundheitswesen, Behindertenpolitik, Jugendhilfe, Entwicklungszusammenarbeit, Verbraucherschutz, Jugendschutz, Kinderzulagen, Wohnungsbau

Überdies einigte man sich darauf, dass der bisherige Ministerpräsident Karl-Heinz Lambertz (SP) neuer Parlamentspräsident wird, während sein Vorgänger Alexander Miesen (PFF) das Amt des Senators übernimmt. 2016 tauschen beide ihre Posten.